# Скупы

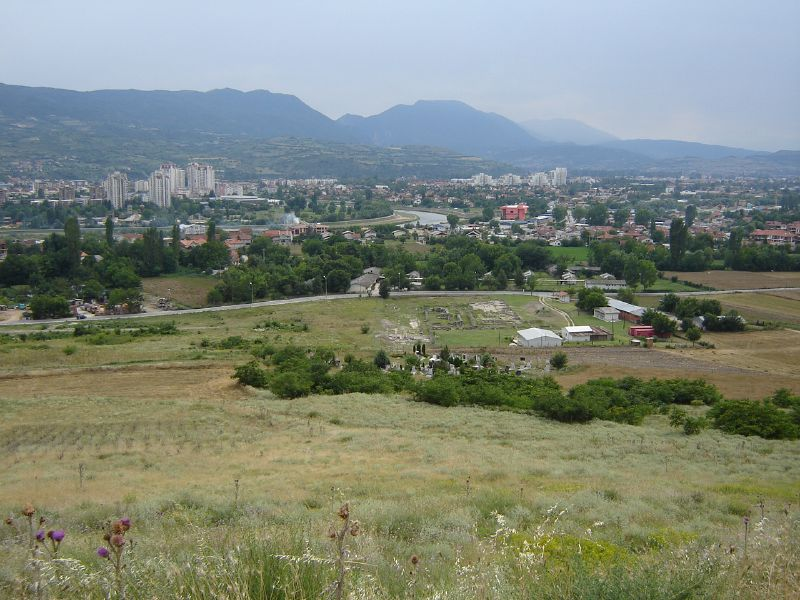
Панорама Скуп

Скупы (др.-греч. Σκοῦποι [Skoupoi], лат. Scupi) — археологическое римское городище, расположенное на территории столицы Северной Македонии города Скопье между Заячьим холмом (макед. Зајчев Рид [Zajčev Rid]) и рекой Вардар. 
Римский военный лагерь был основан на месте старого дарданского поселения во втором десятилетии до н.э. Позднее он получил имя  Colonia Flavia Aelia Scupi, и многие ветераны получили здесь земельные наделы.
При императоре Домициане (81—96) здесь был основан город, ставший центром романизуемой Дардании. Город был разрушен и заброшен в результате катастрофического землетрясения 518 года.

## Внешние ссылки
- Надписи Мизии  (недоступная ссылка с 07-03-2015 [3659 дней])